# Kámenka (Vorónezh)
Kámenka (ruso: Ка́менка) es un asentamiento de tipo urbano de Rusia, capital del raión homónimo en la óblast de Vorónezh.
En 2021, el asentamiento tenía una población de 8057 habitantes. En su territorio no hay pedanías.
Se ubica unos 25 km al sureste de Ostrogozhsk y unos 30 km al sur de Liski, sobre la carretera que une Vorónezh con Luhansk.

## Historia
Fue fundado en 1750 como un jútor y sus primeros habitantes fueron cosacos de Ostrogozhsk. Su desarrollo urbano comenzó en 1871, cuando se abrió aquí una estación de ferrocarril. La Unión Soviética le dio en 1928 el estatus de capital distrital (que perdió entre 1933 y 1973) y en 1937 el de asentamiento de tipo urbano.